# سناتور حلزون‌ها
سناتور حلزون‌ها (رومانیایی: Senatorul melcilor) یک فیلم کمدی رومانیایی به کارگردانی میرچئا دانلیوک است که در سال ۱۹۹۵ منتشر شد.

## بازیگران
- دورل ویشان
- چچیلیا بربورا
- کلارا ودا
- فلورین زامفیرسکو
- هارالامبیه بوروش